# Академија за једнороге
Академија за једнороге (енгл. Unicorn Academy) канадска је анимирана телевизијска серија коју су створили Мишел и Роберт Ламоро за Netflix. Премијера је приказана 2. новембра 2023.

## Радња
Када се појави мрачна сила која би могла да уништи Острво једнорога, храбра тинејџерска и њени школски другари мораће да заштите своју академију за чаролије.

## Епизоде
| Сезона | Сезона | Епизоде | Епизоде | Оригинална објава | Оригинална објава |
| ------ | ------ | ------- | ------- | ----------------- | ----------------- |
|        | 1.     | 9       | 9       | 2. новембар 2023. | 2. новембар 2023. |
|        | 2.     | 10      | 10      | 27. јун 2024.     | 27. јун 2024.     |
|        | 3.     | 1       | 1       | 9. април 2025.    | 9. април 2025.    |
|        | 4.     | 1       | 1       | 6. новембар 2025. | 6. новембар 2025. |